# Noblella
Az Noblella a kétéltűek (Amphibia) osztályába, a békák (Anura) rendjébe és a Craugastoridae családba, azon belül a Holoadeninae alcsaládba tartozó nem.

## Nevének eredete
Nevét az első fajt leíró Gladwyn Kingsley Noble amerikai zoológus tiszteletére kapta.

## Előfordulása
A nembe tartozó fajok az Amazonas-medencében, Kolumbiában, Peruban, Bolíviában és Brazíliában, valamint az Andok keleti lejtőin, Ecuadorban, Peruban és Bolíviában honosak.

## Taxonómiai helyzete
A Noblella nemet eredetileg azért hozták létre, hogy  a Sminthillus peruvianus faj megfelelő helyre kerülhessen, de a későbbiekben a nem először az Eleutherodactylus (1971) majd a Phrynopus (1975) szinonímája lett. A Noblella nemet De la Riva  és munkatársai élesztették fel újra, 2008-ban. Ugyanekkor a Phyllonastes vált a Noblella szinonímájává. Mindenesetre a Noblella jelen állapota szerint még mindig polifiletikus csoportot alkothat.
Az AmphibiaWeb a Noblella nemet a Strabomantidae családba sorolja, ez utóbbi családot az Amphibian Species of the World már nem ismeri el.

## Rendszerezés
A nembe az alábbi fajok tartoznak:
- Noblella carrascoicola (De la Riva & Köhler, 1998)
- Noblella coloma Guayasamin & Terán-Valdez, 2009
- Noblella duellmani (Lehr, Aguilar & Lundberg, 2004)
- Noblella heyeri (Lynch, 1986)
- Noblella lochites (Lynch, 1976)
- Noblella losamigos Santa Cruz, von May, Catenazzi, Whitcher, López Tejeda & Rabosky, 2019
- Noblella lynchi (Duellman, 1991)
- Noblella madreselva Catenazzi, Uscapi & von May, 2015
- Noblella myrmecoides (Lynch, 1976)
- Noblella naturetrekii Reyes-Puig, Reyes-Puig, Ron, Ortega, Guayasamin, Goodrum, Recalde, Vieira, Koch & Yánez-Muñoz, 2019
- Noblella personina Harvey, Almendáriz, Brito-M. & Batallas-R., 2013
- Noblella peruviana (Noble, 1921)
- Noblella pygmaea Lehr & Catenazzi, 2009
- Noblella ritarasquinae (Köhler, 2000)
- Noblella thiuni Catenazzi & Ttito, 2019
- Noblella worleyae Reyes-Puig, Maynard, Trageser, Vieira, Hamilton, Lynch, Culebras, Kohn, Brito & Guayasamin, 2020